# Grand Slam
Grand Slam ili Istinski Grand Slam (True Grand Slam) u tenisu predstavlja osvajanje sva četiri najveća turnira u istoj kalendarskoj godini: 
- Australian Open
- Roland Garros
- Wimbledon
- US Open

## Small slam
Za razliku od Grand Slama, postoji i Mali Slam (Small Slam); ako je netko od tenisača osvojio 3 od 4 turnira u istoj kalendarskoj godini.

## Osvajači Grand Slama

### Pojedinačna konkurencija
- Don Budge 1938.
- Maureen Connolly 1953.
- Rod Laver 1962. i 1969.
- Margaret Smith Court 1970.
- Steffi Graf 1988. (iste godine osvojila i zlatnu olimpijsku medalju - Golden Slam)

### Igra parova
- Frank Sedgman i  Ken McGregor 1951.
- Maria Bueno 1960., sa  Christine Truman Janes na Australian Openu, sa  Darlene Hard na Roland Garrosu, Wimbledonu, i US Openu.
- Martina Navrátilová i  Pam Shriver 1984.
- Martina Hingis 1998., sa  Mirjanom Lučić na Australian Openu, sa  Janom Novotnom na Roland Garrosu, Wimbledonu i US Openu.

### Igra mješovitih parova
- Margaret Smith Court i  Ken Fletcher 1963.
- Margaret Smith Court 1965., sa Johnom Newcombeom na Australian Openu; sa Kenom Fletcherom na Roland Garrosu i Wimbledonu; i  Fredom Stolleom na US Openu.
- Owen Davidson 1967., sa  Lesley Turner Bowrey na Australian Openu, sa  Billie Jean King na Roland Garrosu, Wimbledonu i US Openu.

### Juniori
- Stefan Edberg 1983.

## Poveznice
- Pobjednici Grand Slam turnira (pojedinačno muškarci)
- Pobjednici Grand Slam turnira (pojedinačno žene)